# Palworld
Palworld (パルワールド, Paruwārudo) é um jogo de sobrevivência de ação e aventura do desenvolvedor japonês Pocket Pair. O jogo se passa em um mundo aberto povoado por criaturas semelhantes a animais conhecidas como "Pals". Os jogadores podem lutar e capturar amigos para usá-los na construção de bases, travessia e combate. Palworld pode ser jogado sozinho ou online por até 32 jogadores em um servidor. Anunciado em 2021, foi lançado via acesso antecipado para Windows, Xbox One e Xbox Series X/S em janeiro de 2024.
A premissa cômica do jogo, que envolve o uso de armas de fogo e equipar os amigos com elas, rendeu-lhe o apelido de "Pokémon com armas". Outros elementos, como usar criaturas como alimento ou colocá-las para trabalhar em minas e fábricas, também chamaram a atenção. Foi geralmente bem recebido, com elogios por sua jogabilidade, conteúdo e premissa satírica, mas críticas por sua confiança no humor chocante e uso de designs e mecânicas não originais.
Palworld vendeu seis milhões de unidades nos primeiros quatro dias de acesso antecipado e alcançou 1,8 milhão de jogadores simultâneos no Steam, tornando-se o segundo jogo mais jogado na plataforma.

## Jogabilidade
Em Palworld, os jogadores controlam um avatar personalizável a partir de uma perspectiva de terceira pessoa com o objetivo de explorar o mundo aberto das Ilhas Palpagos e descobrir seus segredos. Os jogadores precisam gerenciar seu nível de fome, criar ferramentas básicas, coletar materiais e construir bases que funcionem como pontos de viagem rápida. Os desbloqueios por meio de uma árvore tecnológica permitem ao jogador criar e usar armas, estruturas e decorações.
As ilhas são habitadas por mais de 100 criaturas conhecidas como Pals. Os jogadores entram em combate diretamente com Pals para enfraquecê-los e capturá-los usando "Pal Spheres". Os amigos também podem ser comprados no mercado negro através de personagens não-jogadores ou negociados com outros jogadores. Depois de obter amigos, eles podem ser convocados para a batalha ou estacionados nas bases para ajudar na coleta, fabricação, culinária, etc., dependendo de seu tipo. Cada Pal tem uma habilidade de parceiro, permitindo maior utilidade ao usá-los como armas ou montarias.
Os antagonistas do jogo são várias facções, como um sindicato do crime, um movimento de libertação Pal e uma força de defesa de ilha semelhante à polícia, liderada por poderosos treinadores Pal que residem em torres nas ilhas e atuam como as principais batalhas contra chefes do jogo. As facções têm NPCs humanos que ocasionalmente também aparecem no mundo, seja patrulhando ou lutando entre si, que são hostis ao jogador e podem combatê-los com armas. O jogo apresenta um sistema de níveis de procurado, onde se o jogador cometer um crime (geralmente contra humanos, como agressão), outros NPCs humanos se tornarão hostis contra eles e soldados da força de defesa aparecerão para atacá-los, até que o jogador seja morto ou eles fugir de seus perseguidores.

## Desenvolvimento
Palworld está sendo desenvolvido e publicado pela Pocket Pair, uma empresa independente com sede em Shinagawa, Tóquio. É o segundo projeto de sobrevivência em mundo aberto com acesso antecipado, depois do Craftopia. Assim como esse jogo, ele usa uma mecânica de jogo que lembra The Legend of Zelda: Breath of the Wild, mas adiciona uma mecânica de coleta de criaturas popularizada pela franquia Pokémon. Pocket Pair afirma que Pokémon não foi uma de suas principais inspirações. Segundo o CEO Takuro Mizobe, o conceito do Palworld é baseado em Ark: Survival Evolved, que também tinha como companheiros monstros os dinossauros; a mecânica de sobrevivência e as tarefas do jogo foram inspiradas em Rust, enquanto a série Dragon Quest influenciou os designs das criaturas.
O jogo utiliza mais assets originais do que Craftopia, o que se mostrou um desafio para a equipe. No início do desenvolvimento, foi decidido mover o Palworld do Unity, que impulsionou todos os projetos anteriores do Pocket Pair, para o Unreal Engine 4, pois eles decidiram que era mais adequado para jogos mais pesados de mundo aberto. O lançamento foi planejado inicialmente para 2022, mas o prazo foi estendido até agosto de 2023 à medida que o escopo do projeto crescia e a empresa contratava mais funcionários, e mais uma vez para oferecer suporte a servidores dedicados no lançamento. Quando o acesso antecipado começou, o jogo estava estimado em 60% completo. No total, o orçamento ultrapassou 1 bilhão de ienes e a empresa contratou mais de 40 funcionários adicionais.

## Revelação e Lançamentos
O jogo foi revelado em 5 de junho de 2021, detalhando recursos importantes como sobrevivência, criação, exploração, exploração de criaturas e foco multijogador. Mais detalhes foram compartilhados ao longo dos anos seguintes, e o jogo fez aparições como parte de apresentações como Tokyo Game Show, onde Pocket Pair anunciou o lançamento para consoles Xbox além de PC, e Summer Game Fest, onde revelaram o Janela de lançamento do acesso antecipado em janeiro de 2024.
Palworld foi lançado em 19 de janeiro de 2024, através do Steam Early Access e Xbox Game Preview (disponível com Game Pass desde o primeiro dia), onde deverá permanecer por pelo menos um ano. Os recursos planejados para atualizações futuras incluem modos PvP, ataques de guilda e troca de amigos entre servidores.

## Recepção

### Pré-lançamento
O trailer de revelação do jogo teve grande engajamento nas redes sociais e recepção mista, variando da excitação ao nojo. A frase "Pokémon com armas" era comumente usada para se referir ao jogo tanto por jogadores quanto por jornalistas. Alguns espectadores pensaram que o jogo era falso, um sentimento que surpreendeu a equipe de desenvolvimento. Também recebeu algum ceticismo devido ao estado inacabado do trabalho anterior do desenvolvedor, Craftopia. O tom satírico do material promocional, com referências às leis trabalhistas e à caça ilegal, despertou o interesse no jogo de certos jogadores, explorando os tons sombrios do gênero de coleção de criaturas.
Nos países de língua portuguesa, em especial no Brasil, o Jogo despertou o interesse dos jogadores por conta de varias piadas de duplo sentido sobre o jogo antes e depois de seu acesso antecipado, gerando até piadas dentro de noticias sobre o sucesso do jogo.

### Acesso antecipado
Palworld recebeu críticas profissionais em sua maioria positivas. IGN e PC Invasion elogiaram seu combate divertido e seu ciclo de jogo envolvente, com o último notando os ambientes grandes, embora um tanto áridos, trazidos à vida por diferentes amigos. The Escapist descreveu o combate que permite aos jogadores lutar ao lado de seus amigos contra inimigos mais difíceis como um ponto alto. PCGamesN chamou o jogo de "uma descida mórbida e convincente ao capitalismo de criaturas", afirmando que embora tivesse algumas falhas, como sua insistência em comportamento eticamente questionável e os designs não originais de Pals, sua jogabilidade e o mundo aberto compensavam isso. GameSpot elogiou a mecânica e o tom do jogo como uma "perspectiva refrescante em um gênero que tantas vezes tropeça em si mesmo para apresentar as coisas como alegres e sinceras", acreditando que representa a primeira vez que "um jogo de colecionador de criaturas assumiu seus sistemas de exploração como jogo."
Por outro lado, Rock Paper Shotgun e PC Gamer criticaram Palworld por confiar muito no humor chocante sobre abuso de animais e trabalho explorador em todas as facetas do jogo, que PC Gamer ridicularizou como "Newgrounds edgelord de meados dos anos 2000" e "comprometido demais com o bit", com Rock Paper Shotgun também argumentando que a mecânica de jogo e a apresentação de Pals fundamentalmente não entenderam os significados e o apelo por trás de Pokémon e do gênero de captura de monstros. Também atraiu algumas críticas pelos designs não originais de Pals e pela mecânica retirada de outros títulos, que VG247 considerou que prejudicava um jogo "que vale a pena admirar".
Palworld vendeu mais de um milhão de cópias nas primeiras 8 horas de acesso antecipado em 19 de janeiro de 2024, que aumentou para dois milhões de cópias nas primeiras 24 horas, três milhões de cópias nas primeiras 40 horas, e cinco milhões de cópias nos primeiros 3 dias.
O jogo acabaria vendendo mais de seis milhões de cópias nos primeiros 4 dias de acesso antecipado. Também atingiu mais de 1.800.000 jogadores simultâneos, levando a problemas no servidor.

## Alegações de plágio de Pokémon
Pouco depois do lançamento, usuários no Twitter alegaram semelhanças entre os designs de vários Pals e Pokémon, com um usuário alegando mostrar evidências de plágio de ativos do jogo. No entanto, o CEO da Pocket Pair afirmou que os conceitos dos personagens foram desenhados em sua maioria por um único estudante de pós-graduação contratado em 2021 após o recrutamento público da empresa para novos ilustradores.  Ele também afirma que o jogo foi aprovado em análises legais.
Em 24 de janeiro, a The Pokémon Company emitiu um comunicado citando indiretamente o jogo, escrevendo: "Recebemos muitas perguntas sobre o jogo de outra empresa lançado em janeiro de 2024... pretendemos investigar e tomar as medidas apropriadas para abordar quaisquer atos que infrinjam direitos intelectuais direitos de propriedade relacionados ao Pokémon."  O CEO da Pocket Pair afirmou que a empresa recebeu ameaças de morte.